# Aitona
Aitona település Spanyolországban, Lleida tartományban. Aitona Llardecans, Sarroca de Lleida, Seròs, Torres de Segre, Soses és Fraga községekkel határos. Lakosainak száma 2603 fő (2024).

## Népesség
A település lakosságának változását az alábbi diagram mutatja:
| Lakosok száma | 448  | 1818 | 2411 | 2320 | 2345 | 2248 | 2398 | 2415 | 2591 | 2603 |
|               | 1717 | 1887 | 1936 | 1960 | 1986 | 2004 | 2009 | 2014 | 2019 | 2024 |